# Euploea
Euploea — род бабочек из семейства нимфалиды и подсемейства данаиды. Распространены виды этого рода в Индии, Малайзии, Индонезии, Японии и южном Китае. Типовая окраска бабочек темно-синяя, темно-коричневая или чёрная. Гусеницы напротив окрашены в яркие цвета. Все бабочки и гусеницы ядовиты из-за питания растениями рода Ваточник.

## Виды

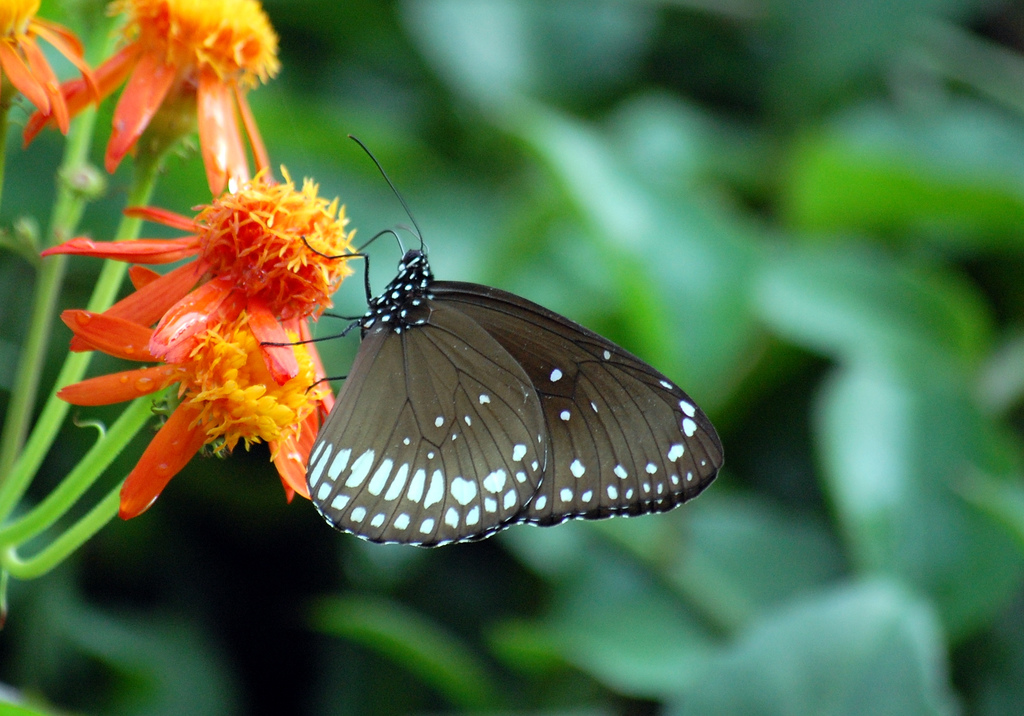
Euploea core

- Euploea albicosta
- Euploea alcathoe
  - Euploea alcathoe enastri
- Euploea algea
- Euploea caespes
- Euploea camaralzeman
- Euploea core
- Euploea crameri
- Euploea darchia
- Euploea desjardinsii
- Euploea doubledayi
- Euploea eunice
- Euploea euphon
- Euploea goudotii
- Euploea klugii
- Euploea latifasciata
- Euploea midamus
- Euploea mitra
- Euploea mulciber
- Euploea phaenareta
- Euploea radamanthus
- Euploea swainson
- Euploea sylvester
- Euploea tripunctata
- Euploea tulliolus